# Ilha Csepel
A ilha Csepel (em húngaro:  Csepel Sziget)  é uma ilha do rio Danúbio, a sul de Budapeste, Hungria. É a maior ilha fluvial do Danúbio e da Hungria, com 48 km de comprimento e entre 6 e 8 km de largura, num total de 257 km 2. Tem 165000 habitantes.
O seu extremo norte é Csepel, que integra Budapeste como Distrito XXI. A maior parte da ilha é acedida a partir de Budapeste pelo comboio suburbano.
Entre as localidades da ilha estão Ráckeve, Szigetszentmiklós, Szigethalom e Tököl.
A ilha Csepel foi o primeiro local onde assentaram os húngaros vindos da Ásia, sendo o local da tribo de Árpád.
A Torre Lakihegy, o edifício mais alto da Hungria, fica nesta ilha fluvial.